# Vlaho Asić
Vlaho Asić (Spalato, 22 agosto 1936) è un ex pallanuotista e allenatore di pallanuoto croato.
È il padre di Ivan Asić. 
Nel 2019 gli è stato assegnato il maggior riconoscimento sportivo croato, il Premio nazionale per lo sport "Franjo Bučar".

## Palmarès

### Giocatore

#### Trofei nazionali
- Campionato jugoslavo: 2

Jadran Spalato: 1953
Mornar: 1956

### Allenatore

#### Trofei nazionali
- Coppa di Jugoslavia: 1

POŠK: 1979-80

### Trofei internazionali
- Eurolega: 1

Jadran Spalato: 1992-93
- Coppa delle Coppe: 1

POŠK: 1981-82
- Coppa COMEN: 3

POŠK: 1984, 1985, 1986
- Supercoppa LEN: 1

POŠK: 1984

## Riconoscimenti
- Premio nazionale per lo sport "Franjo Bučar": 2019